# San Cristóbal (município da Venezuela)
San Cristóbal é um município da Venezuela localizado no estado de Táchira. A capital do município é a cidade de San Cristóbal.